# Órgão eletromecânico

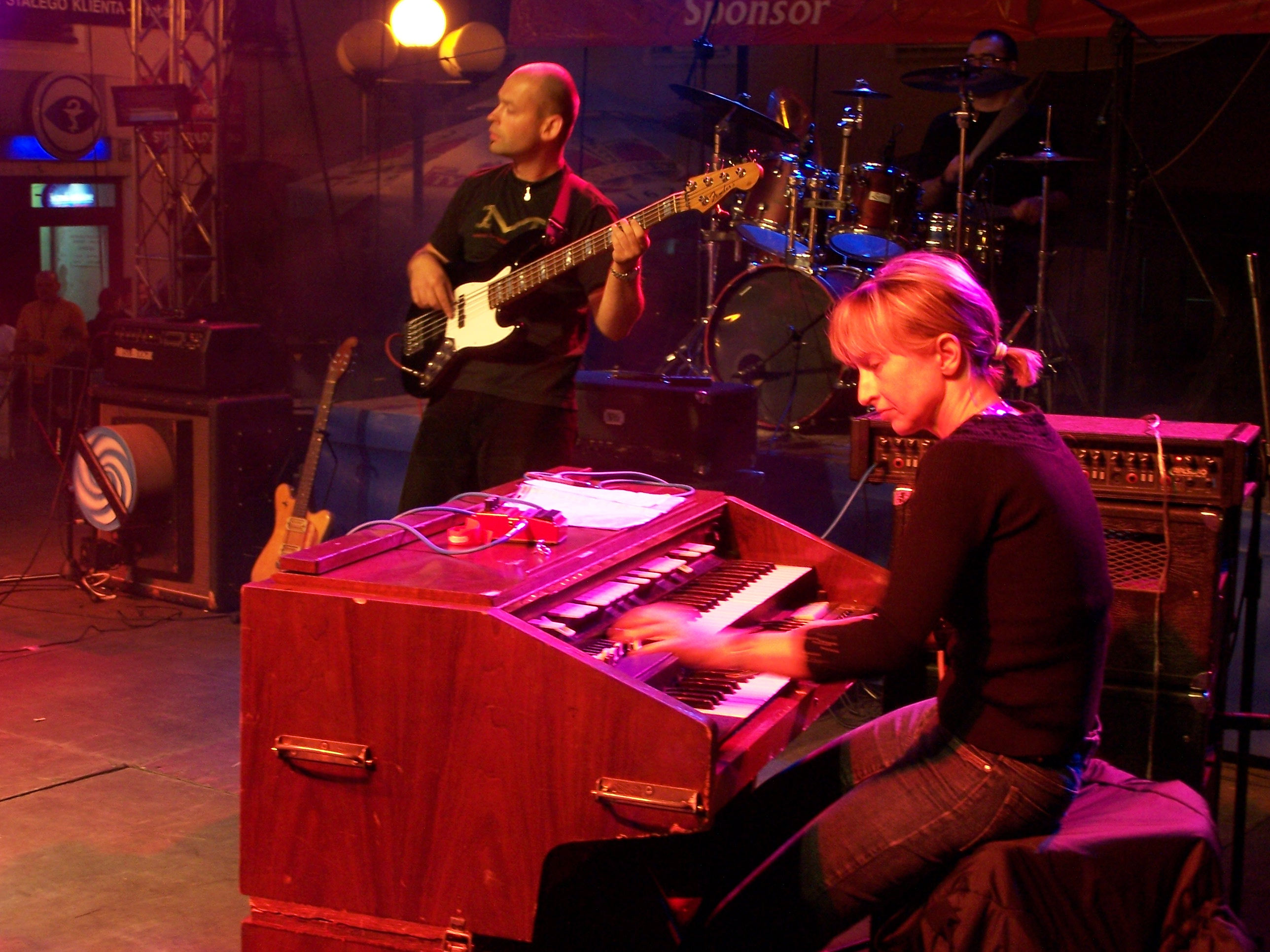
Musicista tocando um órgão eletromecânico da marca Hammond.

Um órgão eletromecânico é um instrumento musical destinado a substituir o órgão, mas cujo som é produzido através de dispositivos eletromecânicos.
Os órgão eletromecânicos começaram a surgir na década de 1930. O objetivo era construir instrumentos baratos, que pudessem substituir o órgão. O processo escolhido foi aproveitar a tecnologia eletromecânica que pudesse depois ser amplificada eletricamente. Para isso, um dispositivo móvel (um cilindro giratório ou um disco giratório) é posto em funcionamento eletricamente. Seguidamente, um fonocaptador capta a energia criada pelo movimento do referido dispositivo móvel, e transforma essa energia em energia elétrica que pode ser posteriormente processada e/ou amplificada. Em alguns instrumentos, esses fonocaptadores captam energia estática (no caso dos órgãos da marca Electrone, por exemplo), em outros instrumentos, esses fonocaptadores captam a energia ótica. Mas o caso que obteve maior sucesso foi o da captação da energia magnética, processo que foi eficazmente utilizado, por exemplo, nos órgãos da marca Hammond.

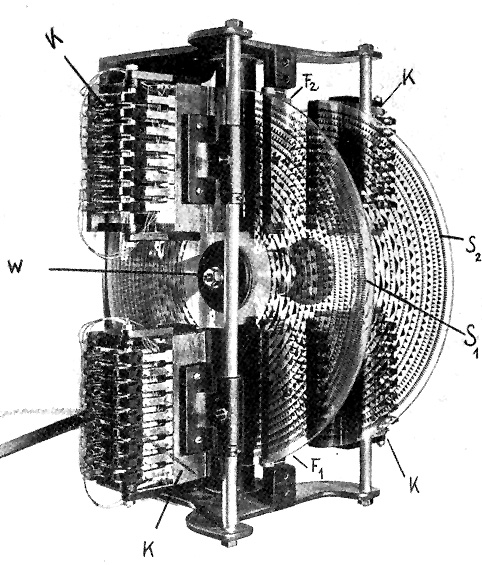
Mecanismo de funcionamento de discos eletro-óticos.
Mecanismo de funcionamento de discos eletromagnéticos.

As designações órgão elétrico e órgão eletrônico são às vezes incorretamente aplicadas aos órgãos eletromecânicos. Mesmo assim, alguns modelos de órgãos eletrônicos modernos destinam-se especialmente para imitar (visual e acusticamente) os antigos órgãos eletromecânicos (por exemplo, os novos modelos CX-3 e BX-3 da Korg, a série XB da Hammond–Suzuki, a série VK da Roland, etc). Esses novos instrumentos são apelidados em inglês de clonewheel organs.